# Залізничний роз'їзд 46 кілометра
46 кілометра (рос. 46 километра) — залізничний роз’їзд у Хвастовицькому районі Калузької області Російської Федерації.
Населення становить 0 осіб. Входить до складу муніципального утворення Присілок Стайки.

## Історія
Від 2004 року входить до складу муніципального утворення Присілок Стайки

## Населення
1. Н/Д[2]